# Wapen van Limburg (België)
Het wapen van Limburg herneemt het wapenschild van het Hertogdom Limburg, dat eveneens terugkomt in de vlag van de provincie Limburg. 

## Heraldische omschrijving

Wapenschild van Belgisch-Limburg (1996)

Het wapenschild toont een dubbelstaartige leeuw in keel (rood) gekroond, getongd, en geklauwd in or (goud) op een achtergrond van argent (zilver). Het hartschild bevat het wapenschild van het Graafschap Loon, dat wordt gedwarsbalkt door tien stukken van or en keel. Het wapen is gekroond met een hertogelijke muts. De twee schildhouders zijn een volwaardig deel van het wapenschild en bestaan uit rechts een hert in natuurlijke kleur en links een zwaan met een kroon van goud om de nek, eveneens in natuurlijke kleur. Het hert verwijst naar de stad Hasselt, de bestuurlijke hoofdplaats van Limburg. De zwaan verwijst naar de stad Tongeren, de gerechtelijke hoofdplaats van Limburg. Het geheel wordt ondersteund door twee gekruiste eikentakken in natuurlijke kleur. Deze eikentakken zijn een verwijzing naar de openingszin van Limburg mijn vaderland, het volkslied van de beide Limburgen. 

## Oorsprong
Bij Koninklijk Besluit van 17 mei 1837 werd het wapen van alle Belgische provincies vastgelegd in het Grootzegel van de Belgische staat. Het wapen van het oude Hertogdom Limburg werd toen gekozen als wapen voor de provincie Limburg. Ook na de splitsing van de provincie in een Belgisch-Limburg en een Nederlands-Limburg werd het wapen behouden, hoewel het grondgebied van Belgisch-Limburg grotendeels overeenstemde met het Graafschap Loon en dus geen directe band had met het oude Hertogdom Limburg.
Het decreet van 21 december 1994 stelde dat alle Belgische provincies en gemeentes een vlag en wapen moesten kiezen, sinds 18 januari 2007 geldt dit in Vlaanderen ook voor stadsdistricten. Op 8 mei 1996 koos de Limburgse Provincieraad ervoor om de leeuw uit het wapen van het Hertogdom Limburg te behouden en om tevens het wapenschild van het Graafschap Loon in zowel de vlag als het wapenschild van de provincie te verwerken.